# Musée d'Art de Sotchi

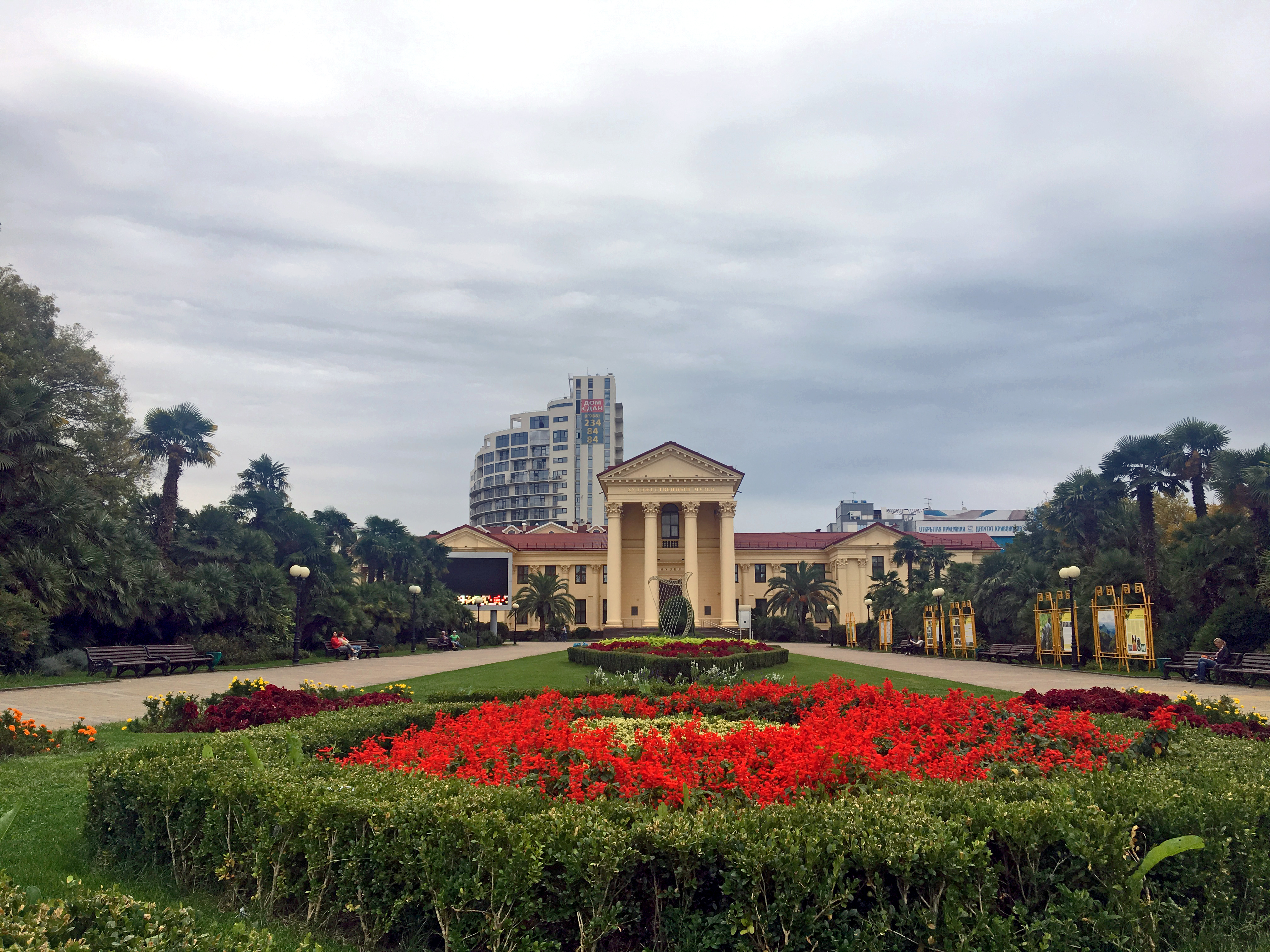
Vue du musée d'art avec son fronton tétrastyle.

Le musée d'art de Sotchi (Сочинский художественный музей) est un musée d'art en Russie, situé dans le district central de la ville-arrondissement de Sotchi, au bord de la mer Noire. Le décret de fondation du musée par le conseil des ministres de la RSFSR date de 1971.

## Historique
L'édifice a été construit en 1936, selon les plans d'Ivan Joltovski, afin d'abriter l'administration municipale. Il se présente sous la forme d'un corps central en avancé en forme de temple grec avec un fronton tétrastyle corinthien légèrement surbaissé, flanqué d'une aile de chaque côté. Leur façade est ornée de pilastres corinthiens et chacune se termine par un avant-corps au fronton brisé.
En 1972, l'administration laisse la place à des salles d'exposition qui ouvrent au public, après quatre ans de travaux en 1976 et prennent le nom de musée en 1988. Les collections de ce petit musée comportent 5 054 pièces, rangées dans les catégories peinture, art graphique, sculpture, arts décoratifs et enfin artisanat. 
L'exposition permanente (1 572 m2) présente des peintures du XVIIe siècle jusqu'à la période contemporaine, avec des œuvres essentiellement de peintres russes, comme Aïvazovski, Chichkine Clodt, Guerassimov, Zhilinsky, Kontchalovsky, Lagorio, Machkov, Makovsky, Serov, Sergueieva, Williams (ru). Elle présente aussi une collection antique d'objets en argent et d'armes blanches des Ier et IIe siècles apr. J.-C. de la région du Pont-Euxin (appelé aujourd'hui mer Noire), une collection d'icônes démarrant au XVIIIe siècle, et toute sorte d'objets d'art décoratif.
Des expositions différentes (25 à 30 par an) sont consacrées à un artiste ou à un courant artistique avec des œuvres provenant de collections d'État ou de collections privées, ainsi parfois que d'autres musées européens.
La boutique du musée vend des souvenirs d'artisanat local, de l'ambre de la Baltique et des tableaux de peintres locaux d'aujourd'hui. L'édifice est classé au patrimoine historique. Le musée organise des séminaires et des cours d'histoire de l'art.
Les maquettes des projets de construction dans le cadre des Jeux olympiques d'hiver de 2014 sont exposées au musée.

## Adresse
- Musée d'art de Sotchi, 51 prospekt Kourortny, 354000 Sotchi (directeur M. P. Khrissanov) ; 354000 Россия, г. Сочи, просп. Курортный, 51, Сочинский художественный музей

## Source
- (ru) Cet article est partiellement ou en totalité issu de l’article de Wikipédia en russe intitulé « Сочинский художественный музей » (voir la liste des auteurs).